# Parco Monluè
Il parco Monluè è un'area verde di Milano. Si trova nella zona orientale della città, fra il fiume Lambro e la tangenziale est, nel Municipio 4.
Il parco si compone di un insieme di prati che circondano il borgo rurale di Monluè, boschetti e lunghi filari di pioppi cipressini che sono presenti anche sull'argine soprelevato del Lambro, in sponda destra. Sono in programma alcuni interventi per collegare meglio l'area con il limitrofo parco Forlanini. Oltre la riva sinistra del Lambro non vi è che il viale dell'Aviazione che corre lungo il sedime aeroportuale.

## Storia
Il complesso rurale duecentesco fu fondato (1267) dagli Umiliati di santa Maria di Brera: una cascina a corte chiusa con gli edifici monastici e i rustici agricoli, circondati da prati irrigui permanenti e da arativi, a formare una grangia. L'intero impianto è ancora ben riconoscibile, sebbene frazionato, e rappresenta uno dei migliori esempi sopravvissuti di quel tipo di organizzazione.  Con lo scioglimento dell'ordine da parte di San Carlo Borromeo (1571) il borgo passò per diverse proprietà, fino a entrare a far parte (inizi del XX secolo) del patrimonio del Pio Albergo Trivulzio. Il borgo, a causa del suo isolamento, si è spopolato prima e dopo la seconda guerra mondiale e i lavori di costruzione della Tangenziale Est, inaugurata nel 1973, infersero il colpo finale: del vecchio popolamento testimonia, a sud, il grande edificio scolastico, ben visibile per le sue dimensioni.

## Flora
Tra gli alberi presenti, ricordiamo: acero americano, acero riccio, albero dei sigari o catalpa bignonioides, bagolaro, ippocastano, olmo, pioppo cipressino, pioppo nero, il platano comune, salice bianco, sorbo, tiglio selvatico. Per quanto riguarda le attrezzature, vi sono due campi da calcio.

## Galleria d'immagini

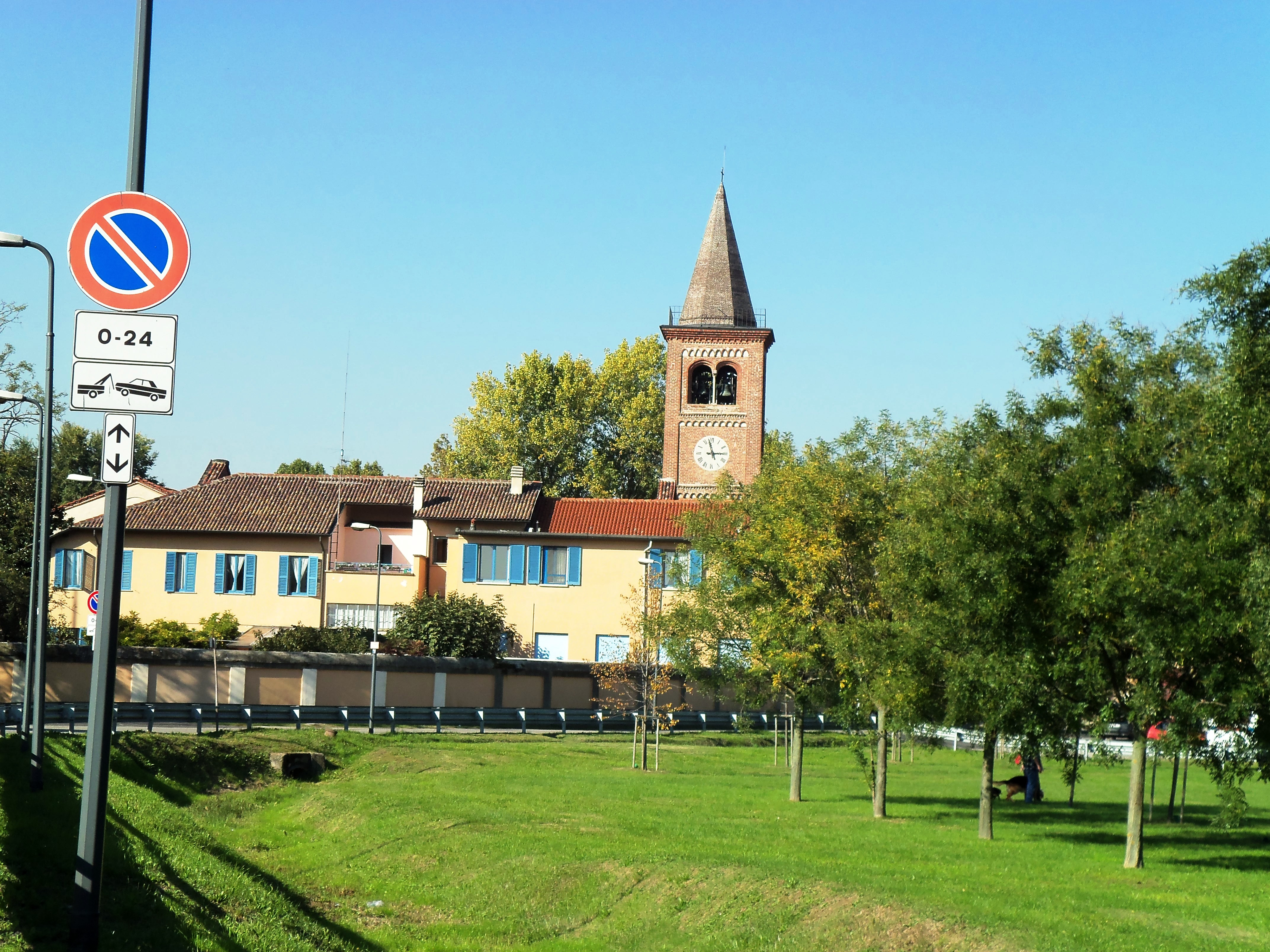
L'ex complesso monastico
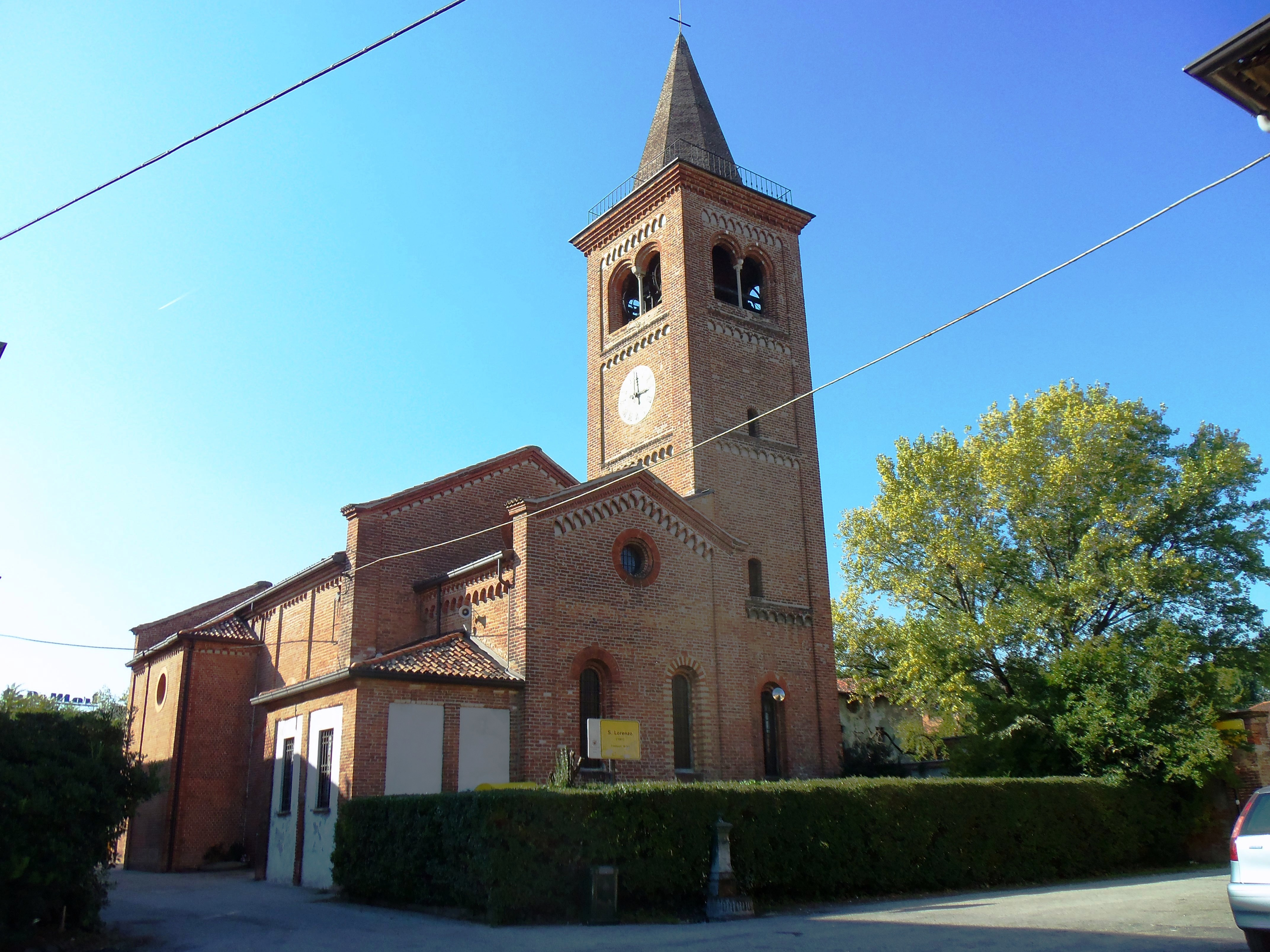
La chiesetta di San Lorenzo
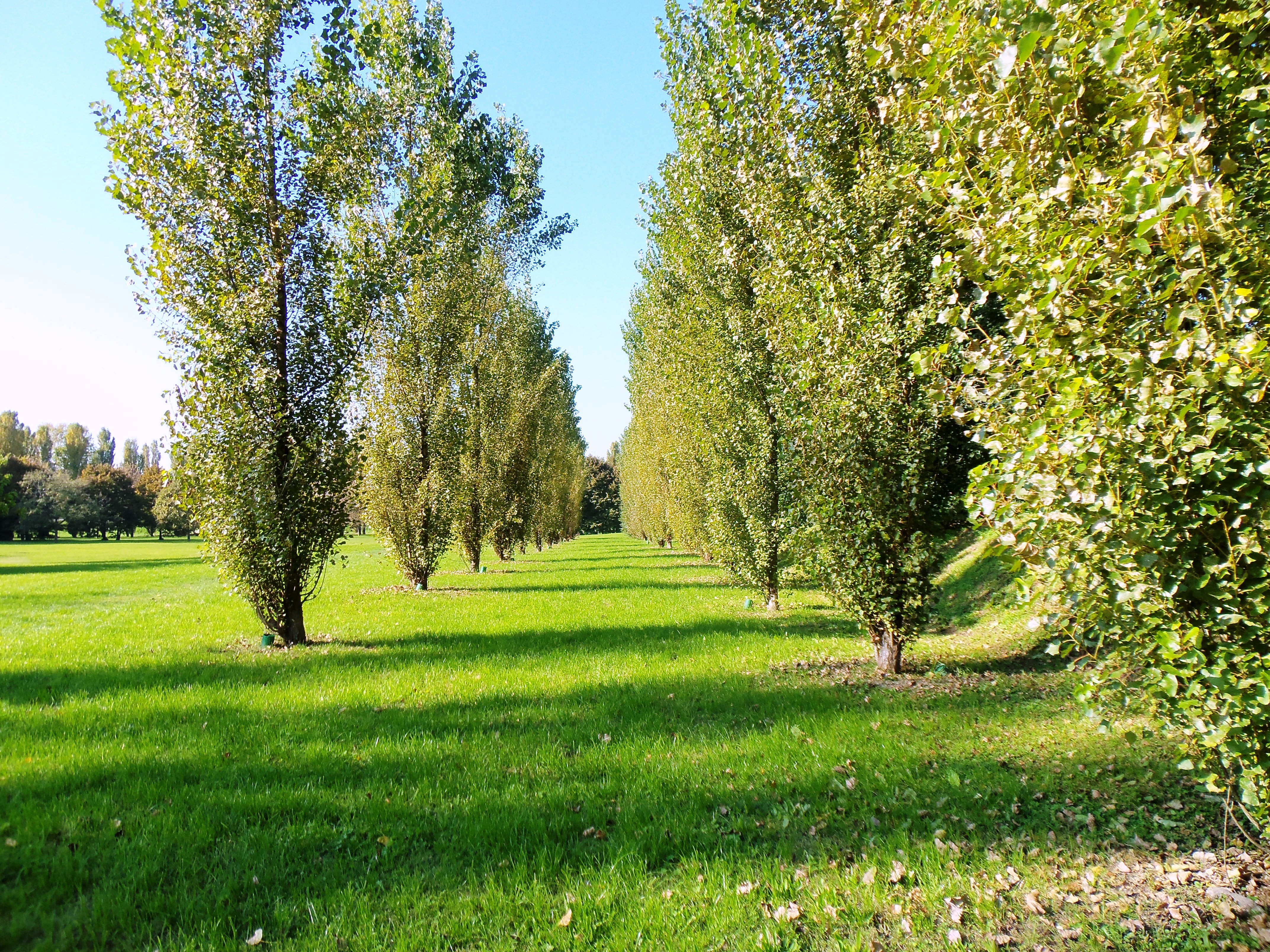
Filari di pioppi
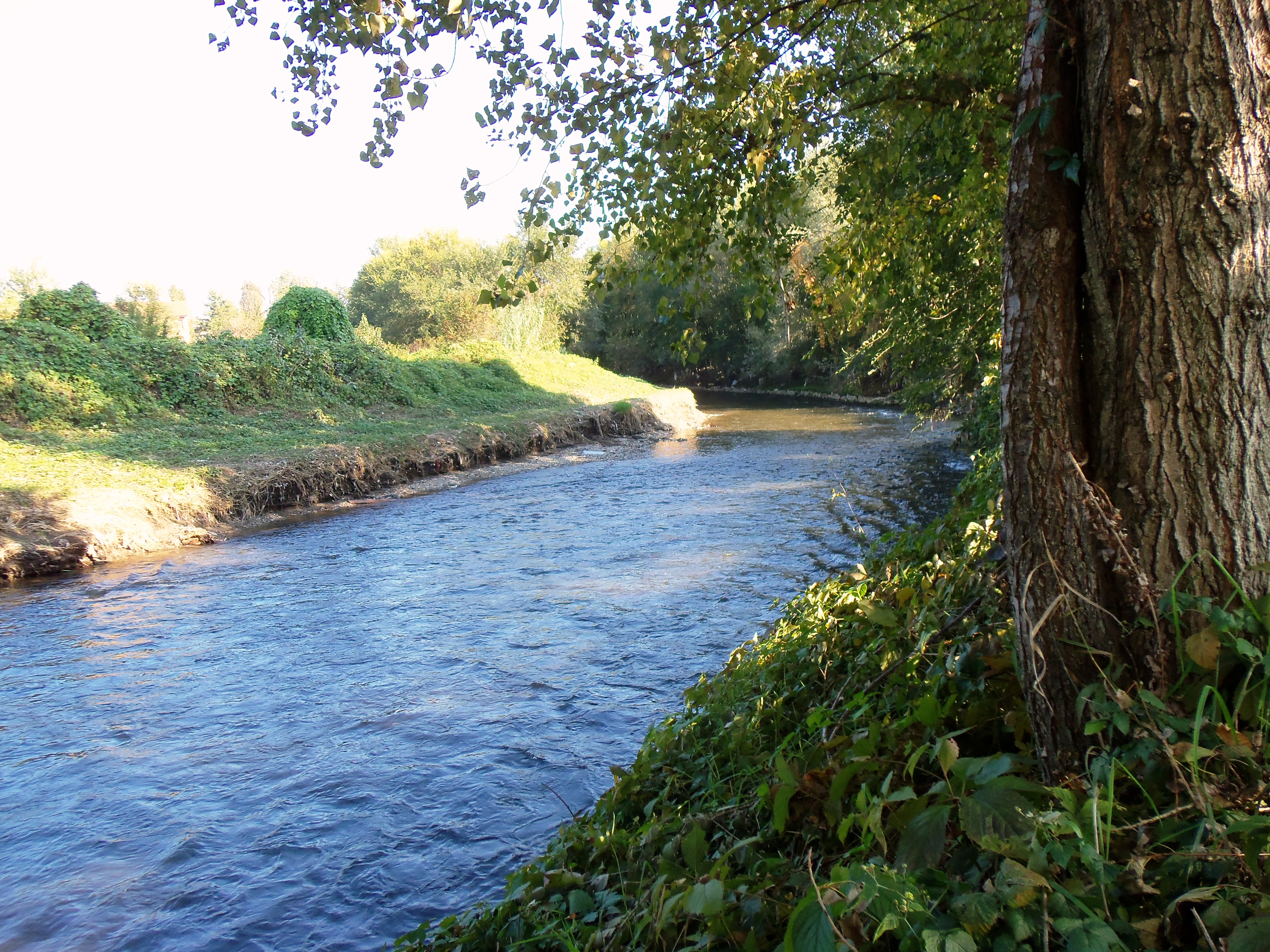
Il Lambro nel parco
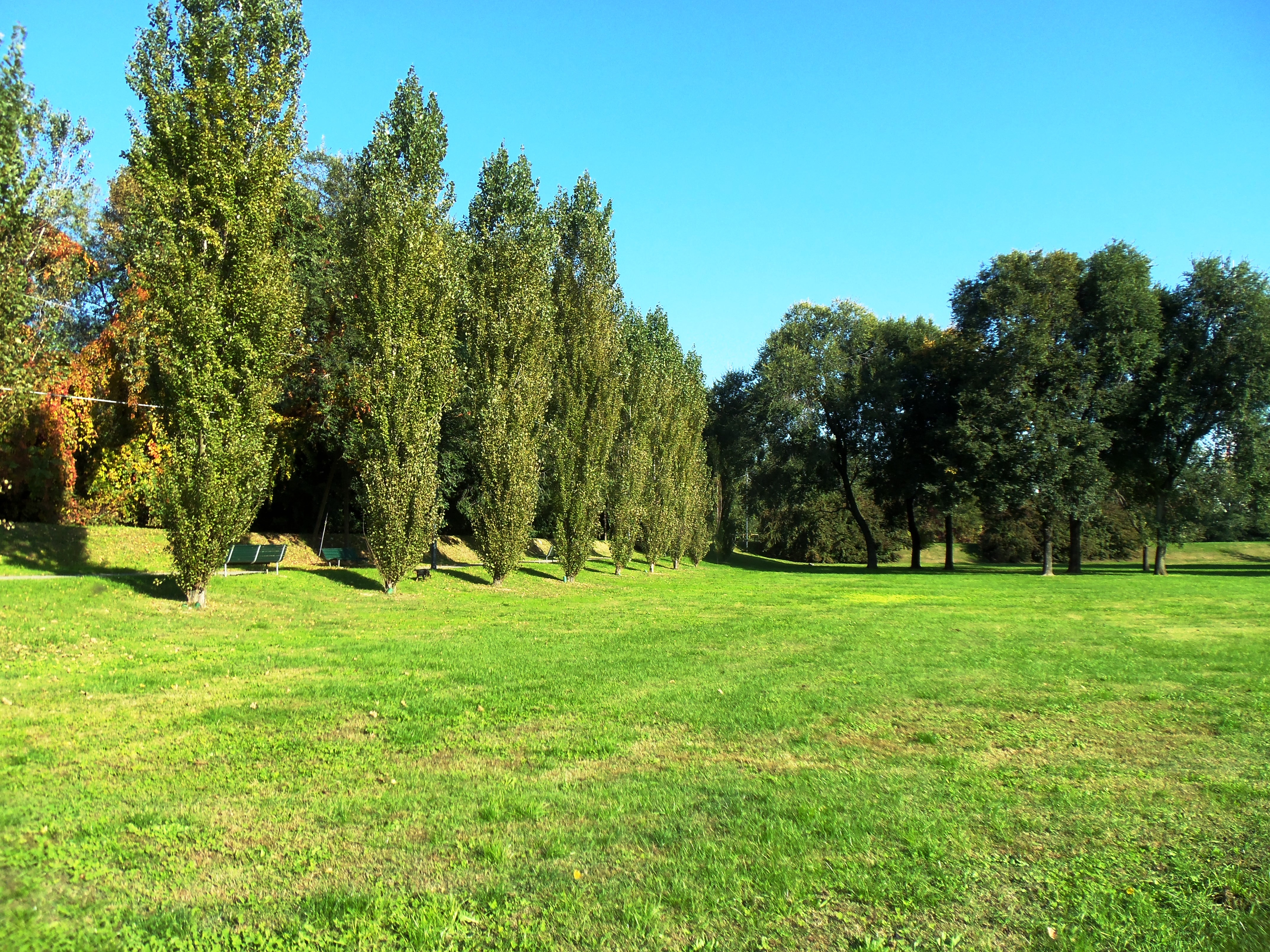
Prati e boschetti
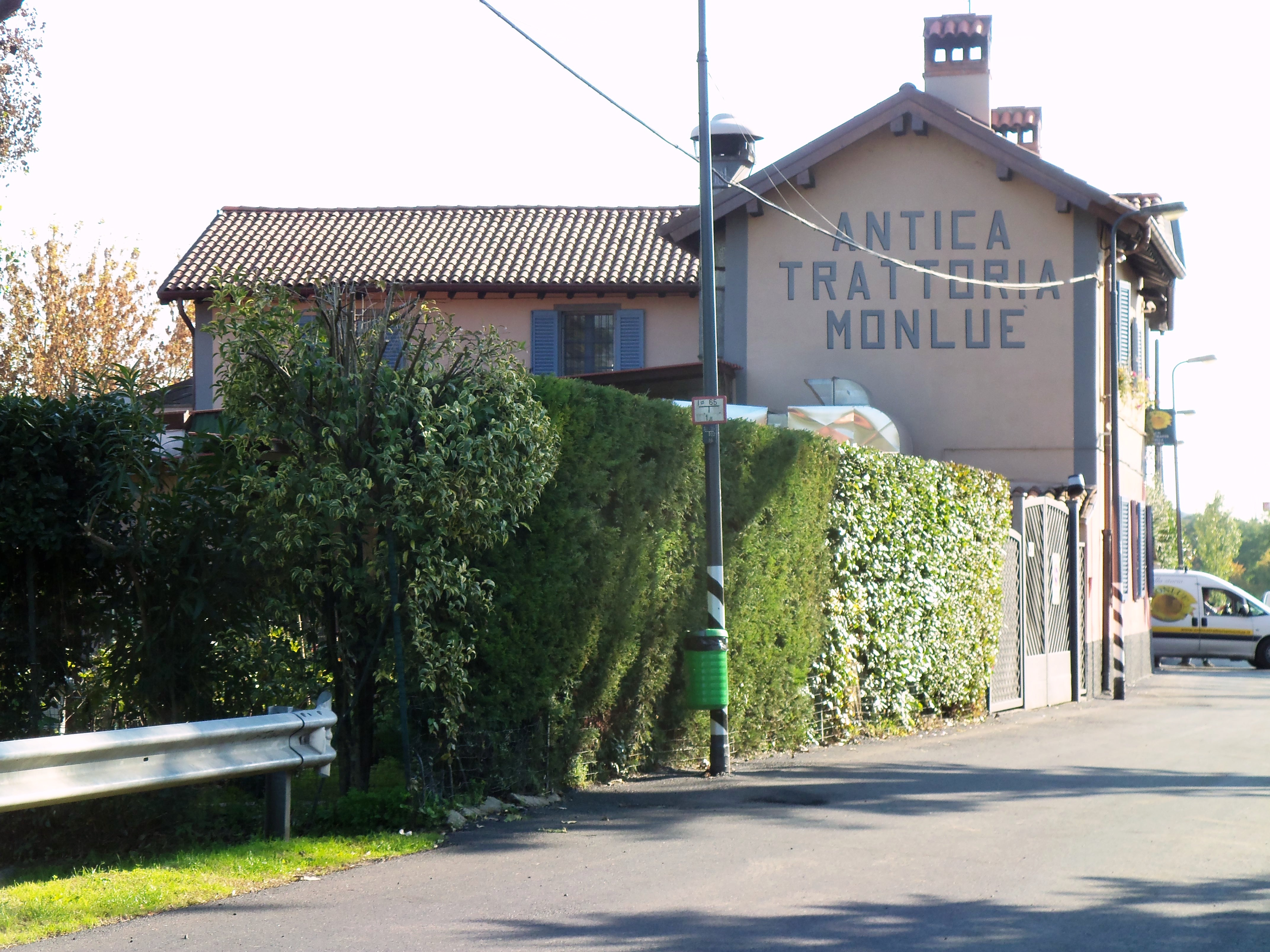
La vecchia trattoria